# Sami Frashëri
Sami Frashëri (n. 1 iunie 1850, Frashër, Regiunea Gjirokastër, Albania – d. 18 iunie 1904, Constantinopol, Imperiul Otoman) a fost un intelectual din Imperiul Otoman. Moștenirea sa culturală este revendicată în prezent atât în Albania, cât și în Turcia. În Albania este considerat unul dintre cei mai de seamă reprezentanți ai mișcării de renaștere a conștiinței naționale albaneze.  În Turcia este tratat drept un mare cărturar, care a avut o contribuție însemnată la formarea limbii turce moderne și a identității turcești. Numele sub care este cunoscut între albanezi este Sami Frashëri; în Turcia este numit Şemseddin Sami. Şemseddin înseamnă „Soarele religiei”.

## Biografie
Sami se trăgea dintr-o veche familie musulmană. Fieful familiei fusese primit chiar de la Mahomed al II-lea. Tatăl său era Halid Bei (1797-1859). A studiat la liceul grecesc din Ioaninna. În 1872, s-a dus la Istanbul, cu intenția de a deveni ziarist. În 1874, a locuit pentru câteva luni la Tripoli, care se afla încă sub stăpânire otomană, ca redactor al unui ziar. A colaborat activ la diverse publicații. 
Împreună cu doi dintre frații săi, Sami a jucat un rol important în mișcarea națională albaneză. Fratele mai mare, Abdyl Frashëri (1839-1892) este un erou al poporului albanez, unul dintre liderii mișcării naționale albaneze din secolul al XIX-lea. Naim Frashëri, poet, este un clasic al literaturii albaneze. Împreună cu Abdyl, Sami a luat parte la întemeierea Comitetului Central de Apărare a Drepturilor Poporului Albanez (în albaneză: Komiteti qendror për mbrojtjen e të drejtave të kombësisë shqiptare) în 1877. În 1879 Sami Frashëri a participat la fondarea Societății pentru Tipărirea Publicațiilor Albaneze (în albaneză: Shoqëri e të shtypuri shkronja shqip). Societatea s-a întemeiat cu aprobarea sultanului, dar treptat activitățile albanezilor au luat o turnură care a displăcut autorităților otomane. În 1893, din ordinul sultanului, a fost pus în stare de arest la domiciliu. Începând cu 1899 n-a mai avut dreptul să primească oaspeți.
Sami a fost căsătorit cu Emine Velije. Au avut cinci copii. Cel mai cunoscut este fiul său Ali Sami Yen, fondatorul clubului de fotbal Galatasaray Istanbul. Stadionul clubului Galatasaray îi poartă numele.

## Scrieri literare
Sami a publicat, în 1872, unul dintre primele romane scrise în limba turcă: Taașșuk-ı Talat ve Fitnat (Dragostea lui Talat și Fitnat).
Piesa Besa yahud Ahde Vefâ (Besa sau îndeplinirea promisiunii) este o dramă, scrisă tot în turcă. A fost pusă în scenă la 6 aprilie 1874. Textul a fost publicat în 1875.

## Scrieri relevante pentru formareaconștiinței naționalealbaneze
Sami Frashëri a fost unul dintre primii autori de manuale pentru școlile albaneze. A scris un abecedar, o gramatică de școală, o geografie. 
Cea mai cunoscută dintre scrierile lui Sami Frashëri în albaneză este însă Shqiperia ç’ka qëne, ç’eshte e çdo te bëhetë? Mendime për shpëtimt të mëmëdheut nga rreziket që e kanë rrethuarë (Albania - ce a fost, ce este și ce va fi? Gânduri despre salvarea patriei de pericolele care o pândesc).  Manifestul a fost publicat la București, în 1899. Numele autorului nu apare în ediția princeps. 
Sami Frashëri era conștient în 1899 că Imperiul Otoman se va destrăma. În aceste condiții, exista riscul ca teritoriile locuite de albanezi să treacă sub stăpânire slavă sau elenă. Cererea de obținere a unei autonomii în cadrul Imperiului Otoman nu avea cum rezolva situația.  Acesta este pericolul pe care-l întrevede, de fapt, Sami Frashëri. Soluția sa este o Albanie independentă. 
Exista și un alt pericol: diversitatea religioasă putea fragmenta națiunea albaneză. Majoritatea albanezilor erau musulmani, dar aproape o treime erau creștini (ortodocși și catolici). Mesajul lui Sami Frashëri este: „Albanezul a fost întotdeauna un albanez, înainte de a fi creștin sau musulman”. Liantul identității albaneze este dat de limba albaneză. Acesta este un principiu pe care Sami Frashëri îl aplică, de altfel, și în cazul turcilor. 
Sami Frashëri face o legătură interesantă între limba vorbită de un popor și libertatea acestuia. Cum de și-au păstrat albanezii limba, deși nu au avut o literatură scrisă și nici un alfabet propriu? Libertatea de care s-au bucurat - la adăpostul munților - este cheia, după Sami.  Desigur că pierderea libertății ar antrena dispariția limbii și deci a identității albaneze.  Deja, apreciază Sami, propaganda și pătrunderea limbilor slave și a celei grecești erodează naționalitatea albaneză.  Guvernul turc trebuie forțat, spune Sami, să-i lase pe albanezi să-și cultive limba. De asemenea, Biblia trebuie citită în albaneză și albanezii creștini trebuie să aibă biserici independente de greci sau slavi. 

## Scrieri relevante pentru cultura de limbă turcă
Într-un articol celebru, Lisan-i Türki-yi Osmani, publicat în Sabah (Dimineața), Sami a susținut că limba oficială a Imperiului Otoman n-ar trebui să fie numită limba otomană, ci limba turcă.  Argumentul este reluat și în prefața la Dicționarul turcesc, Sami susținând în esență că nu se poate vorbi despre o limbă otomană, așa cum nu se poate vorbi despre „limba austro-ungară” sau „limba elvețiană”. Problema era însă nu doar una de denumire. În joc era caracterul limbii. Limba turco-otomană era - mai ales la nivelul lexicului - puternic influențată de arabă și persană. Sami se pronunța pentru recursul la elementele turcești din vorbirea curentă a oamenilor și renunțarea la cuvintele arabe și persane. Au existat și implicații politice: reorientarea către elementele turcești din limbă însemna sublinierea afinității cu un areal lingvistic care trecea mult dincolo de granițele Imperiului Otoman, ajungând, prin Imperiul Rus până în China și în apropierea Pacificului. 
Sami a fost un lexicograf și un enciclopedist remarcabil. A elaborat o serie de dicționare bilingve, o amplă enciclopedie și un dicționar turcesc. 
Dicționarul francez-turc a apărut în 1882. Ediția a treia, din 1901, are 2240 de pagini și 3000 de gravuri. Formatul cărții este de 20 pe 13 centimetri. 
A fost tipărit și un Petit dictionnaire français-turc (Mic dicționar francez-turc). Ca și la dicționarul mare, foaia de titlu este bilingvă. În turcă, numele autorului este Ș.Sami. În franceză însă numele autorului este Ch.Samy-Bey Fraschery (cuprinde deci și titlul nobiliar, precum și indicarea locului de origine). Localitatea unde apare publicația este în turcă Istanbul, dar în franceză este Constantinople. Editorul este Mihran. Formatul volumului, în ediția din 1886, este de 13 pe 10 centimetri. Dicționarul are 251 de pagini. 
Dicționarul turc-francez a apărut în 1885 și are 1208 pagini; conține cuvintele turco-osmane scrise cu litere arabe și urmate de indicarea pronunțării. 
Într-o prefață la dicționarul turc-francez al lui Diran Kélékian din 1911, editorul Mihran aprecia că „limba franceză este principala, chiar aproape unica sursă folosită de către otomani atunci când vor să cunoască pe larg progresele literare și științifice ale Occidentului”. Dicționarele turc-francez și francez-turc ale lui Sami au fost adevărate ferestre deschise către cultura occidentală. 
Kamus al-alam este o enciclopedie în șase volume scrisă de către Sami. A fost apreciată drept „o realizare herculeană”.  Motivele sunt cât se poate de clare: cele șase volume sunt opera unui singur cărturar; enciclopedia este completă; a rămas până astăzi cea mai importantă enciclopedie în turca otomană. Enciclopedia lui Sami este adesea citată în articolele din Encyclopedia of Islam. 
Primul volum din enciclopedia Kamus al-alam a apărut în 1889. Coperta interioară este bilingvă, în turca otomană și franceză. În franceză, titlul este Dictionnaire universel d'histoire et de géographie (Dicționar universal de istorie și geografie). Numele autorului este indicat exact după același sistem ca și la dicționarele franceze ale lui Sami. Editorul este tot Mihran. Formatul este de 24 pe 16 centimetri. Textul este dispus pe două coloane. Primul volum are 800 de pagini și cuprinde doar cuvinte care încep cu alif, prima literă a alfabetului arab folosit în turca otomană, fără a epuiza lista acestor cuvinte. 
Al doilea volum al enciclopediei a apărut, ca și primul, tot în 1889. Structura este aceeași ca și la primul volum. Numărătoarea paginilor se face în continuarea primului volum, începând deci cu pagina 801. Se încheie cu pagina 1600. În acest volum este inclus și un scurt articol despre București (pp. 1333–1334). Denumirea orașului indicată în paranteză, după cea în turca otomană, este Bucharest (în limba franceză). 
Volumul al treilea al enciclopediei a apărut în 1891. Volumul al patrulea a apărut în 1894. Al cincilea volum a apărut în 1896. Al șaselea volum a apărut în 1898. Numărul total de pagini al celor șase volume este de 4830. 
Kamus-i türki (dicționarul turcesc) a reprezentat încununarea activității lexicografice a lui Sami.  Dicționarul a apărut în două volume, în 1900 și 1901. Localitatea indicată pe copertă este Dersaadet, un alt nume pentru Istanbul.  De data aceasta editorul este Ahmed Cevdet (1862-1935). Formatul este 23 pe 16 centimetri. Numărul total de pagini este de 1574. Textul este așezat în pagină pe trei coloane. Dicționarul conține explicații pentru circa patruzeci de mii de cuvinte. 
Ambiția lui Sami Bei a fost ca, în dicționarul său turcesc, să se centreze pe elementele neaoșe ale limbii turco-otomane. Valoarea dicționarului stă și în faptul că el acordă atenție vorbirii oamenilor din popor. Dicționarul lui Sami a fost luat de altfel ca punct de plecare pentru reforma limbii turcești din timpul lui Kemal Atatürk. 
Cu toate eforturile lui Sami, în dicționarul său, cuvintele arabe și persane sunt mai numeroase decât cele pur turcești. Era și firesc să fie așa, dată fiind situația lingvistică din vremea lui Sami Bei. Dicționarul său turcesc este până astăzi principalul dicționar explicativ al limbii turco-otomane. 

## Un intelectual multicultural
Opera lui Sami este greu de evaluat dacă o judecăm din perspectiva unuia sau altuia dintre naționalismele din Balcani. 
Sami nu a fost un critic al stăpânirii otomane după modelul retoricii care invocă „jugul turcesc”.  Retorica sa este mai degrabă una care atrage atenția asupra pericolelor care însoțesc decăderea și chiar încercările de reformare a Imperiului Otoman. 
Atât naționaliștii albanezi, cât și cei turci au încercat să și-l atașeze pe Sami. Într-un fel, el este o referință de neocolit și pentru unii și pentru alții. Fiecare se uită însă la latura convenabilă a creației sale. 
Formula din antologia lui Trencsényi și Kopeček pare cea mai potrivită: „Multiplele «persoane» naționale ale lui Sami Bei sunt dovada suficientă a realităților complexe ale unui imperiu multicultural pus la grea încercare de ispitele naționalismului în ascensiune”. 